# Pape-Alioune Ndiaye
Pape-Alioune Ndiaye (* 4. Februar 1998) ist ein französisch-senegalesischer Fußballspieler.

## Karriere
Ndiaye wechselte im Mai 2016 aus der Jugend des FC Valenciennes nach Italien zum FC Bologna, den er allerdings bereits im Juli 2016 wieder verließ. Nach einigen Monaten ohne Verein schloss er sich im Oktober 2016 der Jugend des FC Bari 1908 an. Zur Saison 2017/18 wechselte er nach Spanien zum Drittligisten CF Lorca Deportiva. In Lorca kam er zu insgesamt 13 Einsätzen in der Segunda División B, in denen er ein Tor erzielte. Nach einer Spielzeit verließ er Spanien wieder.
Nach 14 Monaten ohne Klub wechselte Ndiaye im September 2019 in die Ukraine zum Erstligisten Worskla Poltawa. In der Saison 2019/20 kam er zu 14 Einsätzen in der Premjer-Liha. In der Saison 2020/21 absolvierte der Abwehrhüne 21 Partien in der höchsten ukrainischen Spielklasse. Nach der Saison 2020/21 verließ er Poltawa, woraufhin er im August 2021 zum österreichischen Bundesligisten SCR Altach wechselte, bei dem er einen bis Juni 2023 laufenden Vertrag erhielt. Für Altach kam er zu 23 Einsätzen in der Bundesliga. Nach der Saison 2022/23 verließ er den Klub.
Im Juli 2023 wechselte Ndiaye dann in die Türkei zum Zweitligisten Şanlıurfaspor.

## Persönliches
Sein Bruder Moulaye (* 1993) ist ebenfalls Fußballspieler.